# أندية رياضية في إدفو

 أندية رياضية في مركز إدفو 
يوجد في مركز إدفو عدد 7 سبعة أندية مشهرة منها 4 أربعة أندية رياضية و 3 ثلاثة أندية شركات 

## أندية رياضية
يوجد في مركز إدفو أربعة أندية رياضية تابعة لمديرية الشباب والرياضة بأسوان 

### نادي اتحاد إدفو الرياضي
هو نادي رياضي مصري مقره بمركز إدفو بمحافظة أسوان تأسس في 31 أغسطس 1992 برقم إشهار 202 [وصلة مكسورة]

شعار نادي اتحاد إدفو الرياضي

### نادي الفروسية بالكلح شرق
هو نادي رياضي تأسس حديثاً ومقره بالكلح شرق أهم الرياضات التي يقوم بها هي رياضة الفروسية (سباق الخيل)

### نادي البصيلية الرياضي
هو أحد أندية مركز إدفو ومقره بمدينة البصيلية بمركز إدفو ويوجد بالنادي مقر إداري وملعب خماسي نجيل صناعي

### نادي العربي الرياضي
هو أحدث أندية مركز إدفو بمحافظة أسوان بجمهورية مصر العربية ومقره بالمفالسة أحد توابع الوحدة المحلية لقرية الكلح شرق.

## أندية خاصة
لا توجد أندية خاصة مشهرة بمركز إدفو.

## أندية شركات
يوجد بمركز إدفو ثلاث أندية شركات منهم ناديين يشاركان في نشاط الاتحاد المصري لكرة القدم 

### نادي سكر إدفو
هو أقدم أندية الشركات في إدفو وأكثرها تنوعا من حيث الفرق الرياضية حيث أن النادي تأسس عام 1981  وأشهر النادي برقم [134] لسنة 1981  وأصبح أقدم أندية إدفو على الإطلاق بعد دمج أندية بطليموس ورمسيس ونادي إدفو الرياضي عام 1992 ويشمل النادي عدة فرق رياضية في كرة القدم وكرة السلة وتنس الطاولة والرماية والكاراتيه.
تم إلغاء اشهار النادي لعدم توفيق أوضاعه طبقا لقانون الرياضة رقم ٧١ لسنة ٢٠١٧.

شعار نادي سكر إدفو

### نادي النصر للتعدين
هو أحد أندية الشركات بمركز إدفو بمحافظة أسوان صعد للدوري المصري الممتاز موسم 2016 / 2017 لأول مرة في تاريخه ويعتبر هو أول نادي يمثل إدفو في الدوري المصري الممتاز

شعار نادي النصر للتعدين

#### مشاركات نادي النصر للتعدين في كأس مصر
شارك نادي النصر للتعدين في كأس مصر 2016 كأس عبور لاند وخرج من دور [32] بصعوبة أمام المصري البورسعيدي بضربات الترجيح كما سبق له الخروج من ذات الدور [32] في كأس مصر 2015 إثر هزيمته أمام فريق الجونة بهدفين لصفر في المباراة التي جرت يوم 17يناير2015 وخرج أيضاً من دور [32] من كأس مصر 2010 بعد هزيمته بهدفين لصفر أمام طلائع الجيش في 21مايو 2010 نادي النصر للتعدين

### نادي السبائك الحديدية
نادي السبائك الحديدية يقع شمال قرية العطواني وتأسس النادي عام 2008 وأشهر برقم [255] لسنة 2008 وهو يتبع الشركة المصرية للسبائك الحديدية المعروفة باسم الفيروسيليكون. [وصلة مكسورة]